# WE Charity
Unis, WE Charity en anglais (Enfants Entraide / Free the Children jusqu'en 2016), est un organisme caritatif international et un partenaire éducatif dont la mission est d'autonomiser les gens afin qu'ils changent le monde localement et internationalement, tout en s'épanouissant et en transformant la vie des autres. Fondé en 1995 par le jeune Craig Kielburger, Enfants Entraide était au départ constituée de 12 enfants de 12 ans. 20 ans plus tard, Craig Kielburger et son groupe d’amis engagés se sont transformés en un mouvement international puissant, comptant plus de 2,3 millions de membres. Tandis que le volet caritatif se développe en un modèle intégré de développement international durable appelé Adoptez un village, le partenariat éducatif Unis pour agir constitue un avantage notable pour les enseignants afin d’impliquer leurs élèves dans les salles de classe. Le modèle de développement durable Adoptez un village est présent au Kenya, en Inde, en Équateur, au Nicaragua, en Chine, en Tanzanie, en Haïti et en Sierra Leone, encourageant par le fait même les jeunes des pays développés à devenir socialement engagés.

## Histoire
Enfants Entraide fut fondé en 1995 par Craig Kielburger, alors âgé de douze ans. Il feuilletait le journal Toronto Star à la recherche des bandes dessinées quand un article a attiré son attention : Iqbal Masih, un ancien enfant esclave pakistanais âgé de 12 ans, avait été assassiné pour avoir défendu les droits de la personne et la lutte contre le travail des enfants,,. Craig fut frappé par cet article : il se dit qu'il était né dans un autre pays, mais qu'autrement, il aurait pu avoir la vie d’Iqbal. Il devait faire quelque chose.
Pour cela, en 1995, il avait besoin d'une voix collective. Il apporta l'article à l'école, et rassembla des amis du même âge pour fonder avec eux un groupe baptisé les « Twelve-Twelve-Year-Olds » (littéralement les douze 12 ans). Craig, son frère aîné Marc et ses camarades se sont alors donné une mission : libérer les enfants de la pauvreté et de l’exploitation et transformer le rêve d’éducation de chaque enfant en réalité. Il a donc convaincu quelques camarades de classe qu’ensemble, ils pourraient faire une différence. C'est ainsi qu' Enfants Entraide (Free The Children), une organisation internationale collaborant avec plus de quarante-cinq pays, est né.
Pour en apprendre plus sur le travail des enfants, Craig se rend ensuite vers l'Asie du Sud, pour rencontrer des enfants travailleurs et entendre leur histoire. Lors de ce voyage, en 1995, Craig capte l'attention des médias (au Canada et, dans une moindre mesure, aux États-Unis), et il obtient une réunion improvisée avec le premier ministre Jean Chrétien, en visite en Asie du Sud-Est pour une délégation commerciale. Craig tente de le persuader de placer le sujet du travail des enfants (à l'international) dans la mire du gouvernement du Canada.
Revenu au Canada, Craig et ses amis d'Enfants Entraide commencent à collecter des fonds et faire des pétitions pour contribuer à la lutte contre le travail des enfants. Avec son frère Marc Kielburger, il fait de l'organisation un organisme de bienfaisance enregistré.
En 1999, à seize ans, Craig Kielburger écrit Free the Children, un livre décrivant en détail son voyage en Asie du Sud quatre ans plus tôt et la fondation de son organisme de bienfaisance (livre réédité en 2007 par Me to We Books).
Depuis sa fondation, Enfants Entraide a axé ses efforts non pas sur l'éradication du travail des enfants mais plutôt sur l'élimination des obstacles à l'éducation des enfants dans le monde en développement. Selon le site Web de l'organisation, son objectif est « d'affranchir les enfants de la pauvreté et de l'exploitation et de les libérer de la préconception de leur impuissance à participer positivement à des changements sociaux mondiaux.». Aujourd'hui, ils ont construit plus de 650 écoles et salles de classe dans les régions du monde en développement. Enfants Entraide a établi des bureaux à Toronto, Montréal, Vancouver, Londres, Palo Alto et Boston,.

## Travaux de développement
Enfants Entraide développe actuellement Adoptez un village, modèle de développement dans les collectivités rurales dans sept pays : Chine, Sri Lanka,Kenya, Sierra Leone, Inde, Haïti et l'Équateur. Adopter un Village se compose de cinq éléments : l'éducation, les soins de santé, revenu de remplacement et d'eau et d'assainissement. Parmi les autres projets, adopter un village construit des écoles, construit des puits et fournit des soins médicaux et autres sources de revenu pour les régions en développement. Ces projets sont conçus pour traiter les causes profondes de la pauvreté et de supprimer les obstacles à l'éducation des enfants des pays en développement.
En 2008, Enfants Entraide a célébré la construction d'une 500e école. En 2010, l'organisation mis à jour son site Web pour montrer qu'il a construit maintenant 650 écoles et salles de l'école qui éduquent 55 000 enfants par jour.